# Onychoteuthidae
Onychoteuthidae (Gray, 1847) è una famiglia di cefalopodi appartenenti all'ordine Oegopsida. 

## Descrizione
Negli Onychoteuthidae il mantello termina con una coda appuntita, può avere consistenza più o meno muscolosa; le pinne hanno in genere un angolo appuntito nella parte laterale, possono avere forma romboidale o cuoriforme, raramente ovoidale. L'apparato di bloccaggio sifone-mantello è semplice e diritto. La clava tentacolare ha due serie mediane di robusti uncini bordati nella parte mediana della clava (definita mano) da due serie marginali di piccole ventose che possono essere assenti negli adulti o essere rudimentali. I tentacoli sono fortemente contrattili; sulle braccia sono presenti ventose quasi sempre prive di denti. I fotofori sono presenti solo nella parte ventrale del bulbo oculare di Ancistroteuthis e Onychoteuthis, quest'ultimo ha due ulteriori fotofori nel sacco dei visceri. In alcuni generi i maschi sono privi di ectocotile, è presente un pene funzionale. 
Le dimensioni del mantello negli esemplari adulti variano da 15 cm ai 230 cm raggiunti da Onykia robusta.

## Distribuzione e habitat
La famiglia è presente in tutti i mari del mondo, ad eccezione del mar Glaciale Artico.

## Biologia

### Predatori
Sono importanti prede di cetacei, pinnipedi, squali e uccelli marini.

## Pesca
Alcune specie sono oggetto di pesca commerciale e sono spesso trovate nel pescato delle reti a stracico che operano ad alte profondità. Alcune specie come i membri dei generi Onykia e Kondakovia hanno carni ricche di ioni ammonio e dunque non commestibili.

## Tassonomia

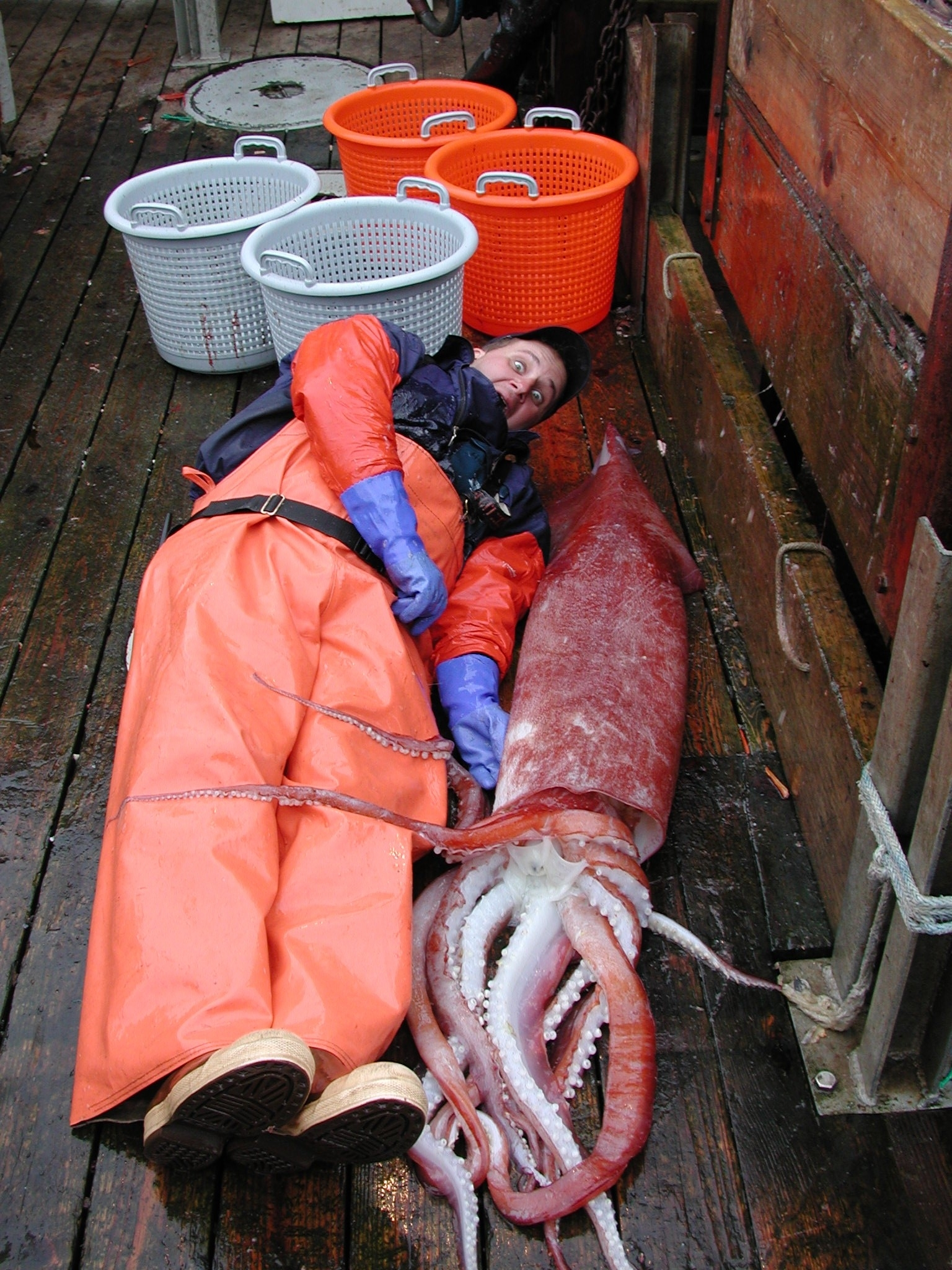
Con una lunghezza del mantello di, Onykia robusta è il gigante degli Onicoteutidi, nonché uno dei cefalopodi più grandi in assoluto.

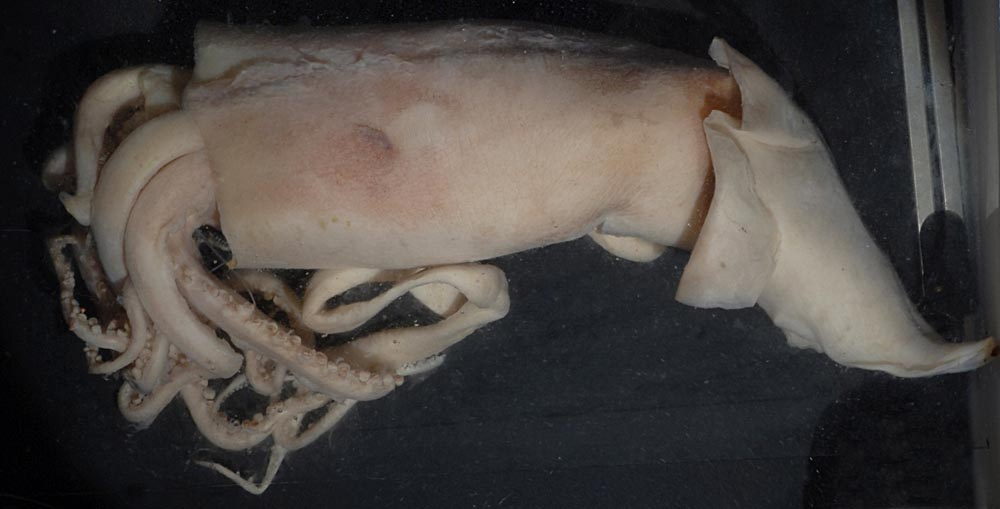
Una femmina quasi adulta di Onykia sp. (lunghezza del mantello) rinvenuta nello stomaco di un pesce spada.

La famiglia comprende 27 specie raggruppate in sette generi:
- Ancistroteuthis Gray, 1849
  - Ancistroteuthis lichtensteinii (Férussac [in Férussac & d'Orbigny], 1835)
- Filippovia Bolstad, 2010
  - Filippovia knipovitchi (Filippova, 1972)
- Moroteuthopsis Pfeffer, 1908
  - Moroteuthopsis ingens (E. A. Smith, 1881)
  - Moroteuthopsis longimana (Filippova, 1972)
- Notonykia Nesis, Roeleveld & Nikitina, 1998
  - Notonykia africanae Nesis, Roeleveld & Nikitina, 1998
  - Notonykia nesisi Bolstad, 2007
- Onychoteuthis Lichtenstein, 1818
  - Onychoteuthis aequimanus Gabb, 1868
  - Onychoteuthis banksii (Leach, 1817)
  - Onychoteuthis bergii Lichtenstein, 1818
  - Onychoteuthis borealijaponica Okada, 1927
  - Onychoteuthis compacta (Berry, 1913)
  - Onychoteuthis horstkottei Bolstad, 2010
  - Onychoteuthis lacrima Bolstad & Seki [in Bolstad], 2008
  - Onychoteuthis meridiopacifica Rancurel & Okutani, 1990
  - Onychoteuthis mollis (Appellöf, 1891)
  - Onychoteuthis prolata Bolstad, Vecchione & Young [in Bolstad], 2008
- Onykia Lesueur, 1821
  - Onykia aequatorialis (Thiele, 1920)
  - Onykia carriboea Lesueur, 1821
  - Onykia indica Okutani, 1981
  - Onykia loennbergii (Ishikawa & Wakiya, 1914)
  - Onykia robsoni (Adam, 1962)
  - Onykia robusta (Verrill, 1876)
- Walvisteuthis Nesis & Nikitina, 1986
  - Walvisteuthis jeremiahi Vecchione, Sosnowski & Young, 2015
  - Walvisteuthis rancureli (Okutani, 1981)
  - Walvisteuthis virilis Nesis & Nikitina, 1986
  - Walvisteuthis youngorum (Bolstad, 2010)